# Joppeicus paradoxus
Famille
Genre
Espèce
Joppeicus paradoxus est une espèce d'insectes hétéroptères (punaises), la seule du genre Joppeicus et de la famille monotypique des Joppeicidae. Elle est parfois même comprise dans une super-famille distincte, les Joppeicoidea, qui n'est toutefois pas reconnue par tous les auteurs.

## Description
Il s'agit d'une punaise de petite taille (3 mm), de couleur ocre-brunâtre, à tête allongée, dont les jugas sont moins allongées ou élargies que chez les Thaumastocoridae ou les Piesmatidae. Les antennes sont bien visibles, à quatre articles, dont les deux premiers sont courts, des ocelles sont présents entre les yeux, et le rostre compte trois articles apparents. Le pronotum présente une carène médiane longitudinale. Les hémélytres sont sans cuneus, et les membranes présentent une longue cellule transverse formée par un pli, dont partent deux veines simples, avec une troisième veine postérieure libre.  Les tarses ont deux articles. L'abdomen présente une structure particulière, avec une plaque ventrale portant des spiracles, et l'absence du premier spiracle abdominal et des orifices glandulaires entre les segments 6 et 7. Au plan des organes génitaux, ils présentent également des particularités, avec une spermathèque présente mais petite et non fonctionnelle comme réservoir de sperme, la fécondation se faisant dans les oviductes ou des pédicelles ovariens, ce qui les différencie des Cimicoidea. Les œufs n'ont qu'un micropyle (ouverture permettant la fécondation),,.

## Répartition et habitat
On la rencontre en Afrique du Nord-Est et à l'extrême est-méditerranéen : Sud d'Israël, delta et vallée du Nil en Égypte et au Soudan, vallée et bassin du Nil Bleu jusqu'à l'Ouest de l'Éthiopie. Elle reste rare dans cette zone, n'étant abondante qu'autour du Caire et d'Alexandrie. Dans sa zone de répartition, elle se rencontre dans des milieux variés: maquis méditerranéen, zones désertiques et semi-désertiques à broussailles à acacias, jusqu'aux prairies tropicales et zones forestières d'Éthiopie. En termes de macro-habitats, elle se rencontre dans des jardins, des champs, des plantations boisées, des allées dans la vallée du Nil, et, dans les zones désertiques ou semi-désertiques, dans des habitats protégés, tels que grottes et fissures de rochers. En termes de micro-habitats, on la trouve sous des écorces à parties détachées (Figuier sycomore, Ficus senegalensis, Vachellia nilotica ou Gommier rouge, Vachellia seyal, Azadirachta indica ou Margousier), sous des herbes couchées (Portulacca quadrifida), sous de la litière de feuilles (Ficus et autres arbres), sous des pierres, dans des crevasses occupées par des chauve-souris (Tadarida aegyptiaca), parmi des excréments humains et de chauve-souris, sous des déchets de papier, le plus souvent sur sol poussiéreux ou sableux, ou encore dans des terriers de rongeurs.

## Biologie
Il s'agit d'une espèce prédatrice de petits arthropodes, plutôt généraliste. Les proies les plus probables semblent être des larves d'Hétéroptères, de Dermestidae et d'autres proies délaissées par d'autres insectes. Lors d'observations, elle a été trouvée associée à des larves et des adultes de Dermestidae et de Tenebrionidae, des Carabidae, des fourmis, des Embioptères, des Cimicidae, des Piesmatidae, des Reduviidae, des Collemboles, des tiques de chauves-souris, et des araignées sous-corticales. En laboratoire,  elle a mangé et été élevée avec des larves de punaises de lit et de blattes. Elle pourrait avoir été poussée à s'adapter à ces conditions extrêmes peu prisées par d'autres insectes prédateurs par la compétition. Elle pratique très peu le cannibalisme, sauf en période de disette extrême.
Elle ne semble pas avoir de cycle générationnel particulier, des adultes ayant été trouvés pratiquement tous les mois de l'année, parfois en présence de larves aux premiers ou derniers stades. Lors de l'accouplement, le mâle monte sur la femelle, puis bascule sur son côté droit ou gauche, et enfin pivote à 90° grâce à la membrane extensible entre les 3e et 4e segments abdominaux. l'abdomen du mâle se déploie alors sous celui de la femelle, pour que les segments génitaux soient en contact. Le phallus s'étend vers le haut et pénètre la chambre génitale de la femelle. 
Elle est très active, tend à fuir la lumière, peut avoir des réactions cataleptiques si elle est dérangée, ou fuir rapidement. 

## Histoire
Son profil particulier, de type primitif, associé à une répartition marquée par des bouleversements géologiques et climatiques récents a conduit à l'hypothèse suivante. Elle serait originaire des plateaux abyssins. Puis les changements climatiques du Pleistocène (glaciation sur les hauts plateaux abyssins) et la compétition pour la nourriture face à des prédateurs plus puissants l'auraient conduite à descendre vers les zones soudanaises plus chaudes le long de la vallée du Nil. Les crues l'auraient transportée en aval et expliqueraient sa concentration dans le delta du Nil et des populations relictuelles plus en amont. Une autre hypothèse serait une extension originelle à toute l'Afrique du Nord-Est, avec un repli sur la vallée du Nil à la suite de la dessiccation et désertification progressive, mais n'expliquerait pas les différences de concentration dans sa distribution actuelle.

## Systématique
Cette espèce, décrite par Auguste Puton en 1881, a d'abord été placée dans les Aradidae. Bergroth la déplace dans les Lygaeidae en 1898 et enfin Reuter en fait une famille distincte en 1910, les Joppeicidae. 
En termes de position supra-familiale et phylogénétique, des caractères originaux rendent son positionnement particulièrement difficile. Reuter l'inclut en 1910 dans la super-famille des Aradoidea, avant de la déplacer dans les Reduvoidea en 1912, au sein des Cimicomorpha. Leston et al. la déplacent dans les Cimicoidea en 1954. Davis et Usinger la rapprochent des Tingidae. Ils estiment qu'elle a divergé très tôt des autres Cimicomorpha. Schuh et S̆tys, en 1991, en font une super-famille à part entière, les Joppeicoidea, au sein des Miriformes.  Schuh et al., en 2009, les intègrent plutôt aux Cimiciformes, dans un clade contenant, outre Joppeicus, les Nabidae et les Medocostidae. Enfin, Weirauch et al. (2018) les placent avec les Microphysidae dans les Microphysoidea,.

### Liste des genres et espèces
Selon BioLib (21 mai 2022) :
- genre Joppeicus Puton, 1881
  - espèce Joppeicus paradoxus Puton 1881